# باسك-بيرنية

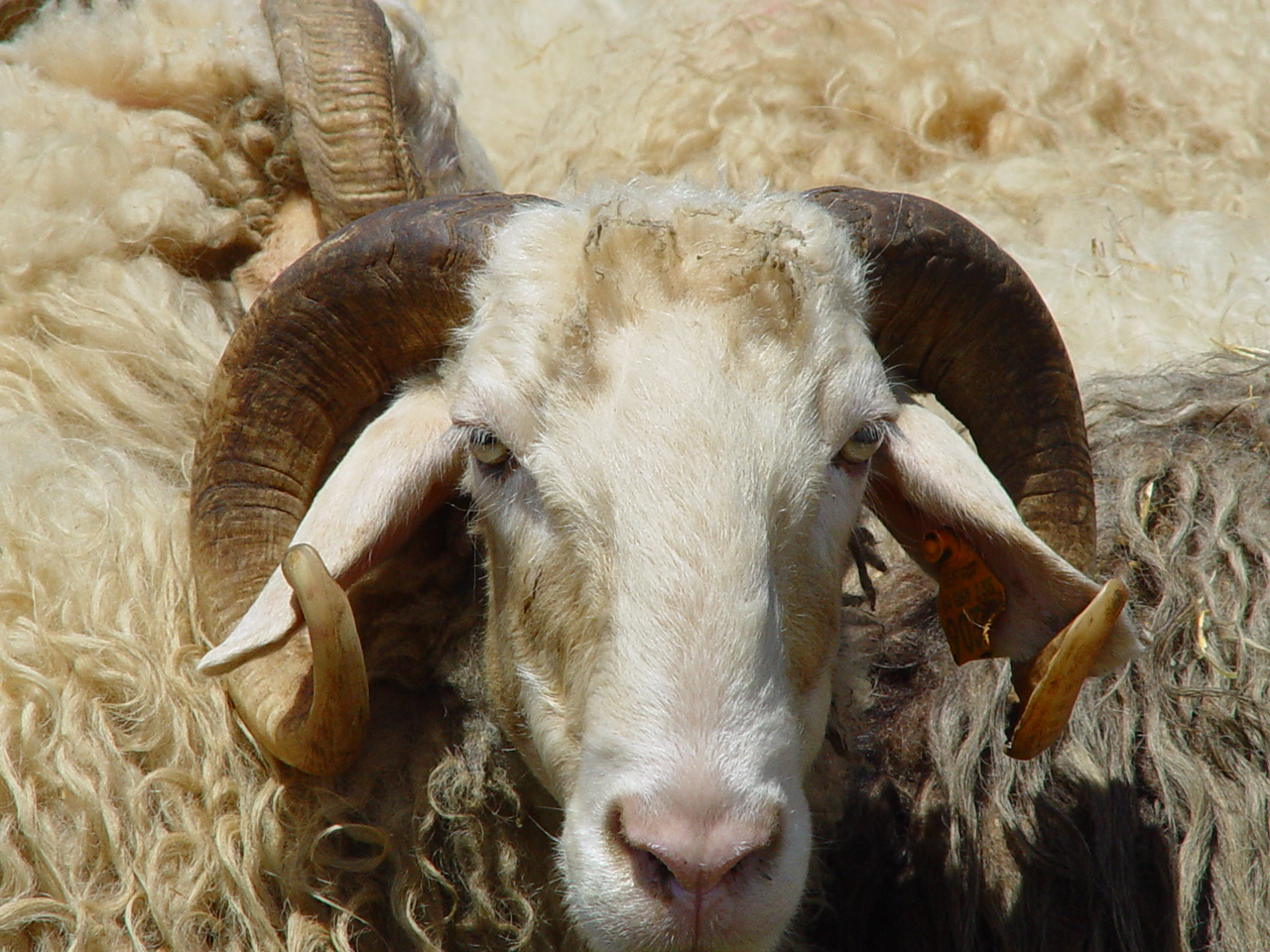
رأس نعجة من سلالة باسك-بيرنية

باسك-بيرنية أو الباسكية (بالإنجليزية: Basco-béarnaise)‏ هي سلالة غنم فرنسية متواجدة باٍقليم الباسك.

## ألبوم الصور

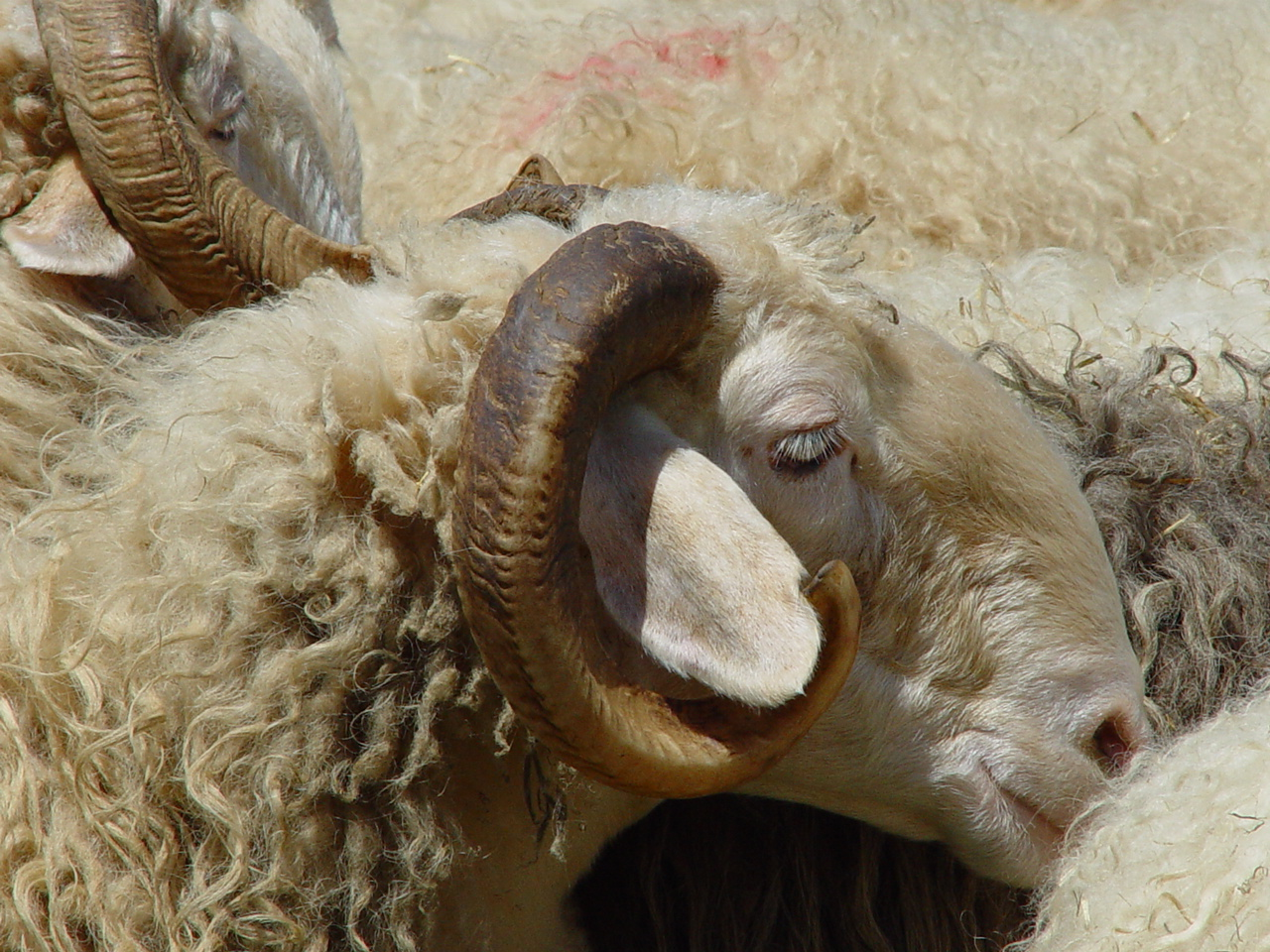
رأس نعجة من سلالة باسك-بيرنية
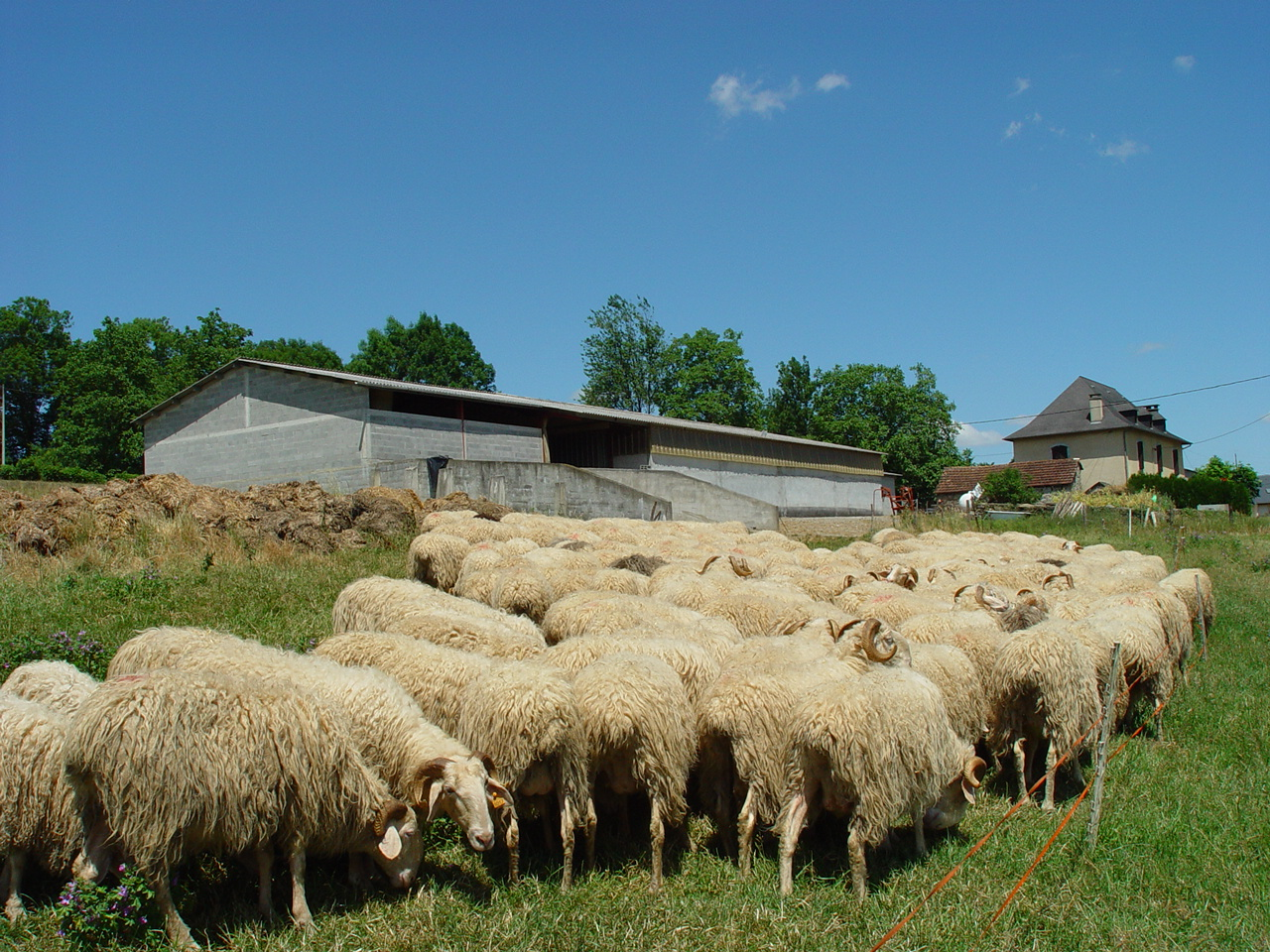
قطيع من سلالة باسك-بيرنية